# Американски паспорт
Американският паспорт е американски личен документ за пътуване в чужбина, издаден на гражданин на САЩ, който да служи за установяване на самоличността на лицето и доказателство за американското гражданство.
Той се издава единствено от Държавния департамент на САЩ.

## Видове
- обикновен (тъмно синьо цвят)
- официален (кафяв цвят)
- дипломатически (черен цвят)
- документ за пътуване (известен също като „Документ на бежанците“ или „паспорт на бежанец“) (синьо-зелен цвят)
- извънреден
- американска паспортна карта

## Паспортни изисквания

### Заявление
За получаване на паспорт се изисква заявление.
Заявлението за издаване на американски паспорт, подадено в чужбина, се изпраща от посолството или консулството на САЩ до паспортната служба за обработка в САЩ. Полученият паспорт се изпраща в посолството или консулството за издаване на заявителя. Спешният паспорт се издава от посолството или консулството. Обикновеното издаване отнема около 6 – 8 седмици.

### Изисквания към документите
- Валидна лична карта със снимка
- Свидетелство за раждане или натурализация
- Снимка 2х2

### Паспортна снимка
Изискванията за паспортна снимка са много специфични.
- 2 инча × 2 инча (5,1 см × 5,1 см)
- Височината на главата (от темето до брадичката) трябва да бъде от 1 до 1+3⁄8 инча (25 до 35 мм).
- Височината на очите трябва да е от 1+1⁄8 до 1+3⁄8 инча (29 – 35 мм) от долната част на снимката.
- Изглед отпред, цяло лице, отворени очи, затворена уста и неутрално изражение
- Цяла глава от върха на косата до раменете
- Обикновен бял или почти бял фон
- Без сенки по лицето или на заден план
- Без слънчеви очила (освен ако не е необходимо по медицински причини). От 1 ноември 2016 г. носенето на слънчеви очила на паспортни снимки в САЩ не е разрешено.
- Без шапка или покривало (освен за религиозни цели; религиозните покривала не трябва да покриват линията на косата).
- Нормален контраст и осветление